# Erhard Hain
Erhard Hain (* 22. Juli 1925 in Liegnitz, Provinz Niederschlesien; † 21. Januar 2010 in Köln) war ein deutscher Kunstmaler, der vor allem in Köln wirkte.

## Leben
Hain wuchs zunächst in Goldberg auf, wo er die örtliche Grundschule sowie das Gymnasium Schwabe-Priesemuth-Stiftung besuchte. 1942 wurde er zum Reichsarbeitsdienst und anschließend zum Kriegsdienst einberufen. Er diente an mehreren Fronten in West und Ost, geriet 1945 in amerikanische Kriegsgefangenschaft und wurde in Andernach und Remagen interniert.
Nach seiner Entlassung lebte Hain zunächst in Unna und wurde dort zu Wiederaufbauarbeiten herangezogen. Nachdem er dort sein Abitur nachgeholt hatte, studierte er ab 1950 Malerei an der Pädagogischen Akademie Lüdenscheid und schloss 1952 die erste Lehrerprüfung ab. Hierzu behandelte er das Thema „Demokratie und ihre Voraussetzungen als Erziehungsaufgabe“ wobei er vornehmlich Bezug auf das 1929 erschienene Werk Der Aufstand der Massen von José Ortega y Gasset nahm. Im selben Jahr heiratete er seine Studienkollegin Luise Klinksiek und zog nach Köln, wo er als Kunsterzieher tätig wurde. Ein weiterführendes Kunststudium absolvierte er ab 1956 an den Kölner Werkschulen bei Friedrich Vordemberge.
Neben seiner schulischen Laufbahn und seinem Leben als Familienvater von drei Töchtern widmete sich Hain intensiv der Malerei. Ab den 1960er Jahren entstanden seine ersten großen Werke, inspiriert durch Reisen in verschiedene europäische Länder u. a. nach Paris, Venedig, an die Côte d’Azur sowie nach Spanien, Österreich, die Niederlande, Belgien und Skandinavien. Ab 1969 wurden seine Werke in ersten Einzelausstellungen der Öffentlichkeit präsentiert, gleichzeitig erhielt er den Lehrauftrag als Fachleiter für Kunsterziehung in Köln. 1978 schied er aus dem Schuldienst aus und widmete sich fortan ausschließlich der Kunst und den Ausstellungen seiner Werke. Nach dem Fall des Eisernen Vorhangs besuchte er im Jahr 1990 seine schlesische Heimat in Goldberg und dort auch sein ehemaliges Elternhaus. Seine Werke entwickelten sich in der Bildgestaltung zunehmend in die Abstraktion und wurden farbgewaltiger.
Ab 1996 kooperierte er mit dem Münchner Galeristen Alfred Gunzenhauser der seine Werke auf zahlreichen Ausstellungen im In- und Ausland zeigte. Einige seiner Arbeiten befinden sich heute in den Kunstsammlungen Chemnitz im Museum Gunzenhauser. 2009 fand seine letzte Ausstellung zu Lebzeiten in der Galerie Gunzenhauser in München statt.
Erhard Hain verstarb im Januar 2010 in seinem Atelierhaus in Köln, seine Grabstätte befindet sich auf dem Kölner Melaten-Friedhof.

## Werk
Erhard Hain wurde als Künstler der Nachkriegszeit durch seine von stilistischer Vielfalt geprägten Werke, insbesondere Aquarelle und Ölgemälde, bekannt. Werke von flammend-expressiver Farbgebung mit verschiedenster Formgebung als Ausdruck malerischer Poesie, als ein Glaubensbekenntnis und Hommage an die Klassische Moderne -den Jugendstil, den Impressionismus, den Expressionismus, den Kubismus, den Konstruktivismus und die russische Avantgarde. Seine impressionistischen Werke aus den 1970er Jahren zeugen von seiner Faszination vom Licht des Südens in Anlehnung an Matisse, Renoir, Monet und u. a. aus diesem Kreis. Aber auch seine stilistische Nähe zu Chagall, Gauguin, van Gogh sowie Vertretern des Blauen Reiters vor allem zu August Macke, den Brücke-Malern, ebenso wie zu Gontscharowa lässt sich nicht leugnen. Die Möglichkeit als Künstler dieser ganz eigenen Wirklichkeit Raum zu geben, verleiht ihm immer wieder neue Energie und Kreativität für sein potentielles Schaffen, wodurch in sechs Jahrzehnten sein reichhaltiges Œeuvre von fast 2000 Werken mit den verschiedensten Motiven wie Mensch und Natur, Blumen, Landschaften, Parkansichten, Städtebilder, Stillleben, Porträts, Tanz und Aktmalerei entstehen konnten.
Seit den 1990er Jahren widmete er sich überwiegend der abstrakten Malerei, ausgezeichnet durch eine ganz besondere Leuchtkraft in Harmonie mit jedweder Formgebung und nach wie vor immer als ein "Ringen um das Ästhetische" wie es Barbara Töpper in ihrer Abhandlung "Zur Malerei Erhard Hains" beschreibt, wobei er immer seinen ganz eigenen Weg ging. Seine Bilder sind Geschichten aus dem Leben mit teils biographischen Zügen, sowohl authentisch als auch fiktiv, in gewisser Weise religiös und spirituell, geprägt von tiefem Respekt vor der Schöpfung. Barbara Töpper charakterisiert ihn als Mensch "lebensfroh und aufrichtig, temperamentvoll aber nicht aufdringlich, sensibel wie durchaus verspielt und verträumt, ohne sich im Verklärenden oder Abgehobenen zu verlieren. Zudem ist er religiös und philosophisch, intellektuell und emotional. Nicht zuletzt ist Hain musikalisch, spielt Klavier und liebt den Jazz sowie den Blues...". Hains Liebe zur Musik, Philosophie und Poesie, immer fest verwurzelt im christlichen Glauben und einhergehend mit tiefem Drang zur Lebensfreude sowie großem Respekt vor der Natur spiegelt sich in all seinen Werken wider, stets getreu seinem Lebensmotto: "Lass dir nicht deine geistige Freiheit nehmen". 
"Aus einem inneren Antrieb heraus äußert der Maler seine Gedanken und lässt uns teilhaben an Gefühltem, Erlebtem und Erfundenem - was er feinsinnig zu verweben weiß. Egal auf welche Weise Hain seine Werke komponiert, stets hält er inne und verleiht besonnen dem täglich Erfahrenen eine andere/neue Gestalt, ohne den Bezug zur Wirklichkeit gänzlich zu negieren. Lebhaft wie subtil, differenziert wie heiter, leise wie schlicht schildert er mit facettenreichem Farb- und Formvokabular seine Geschichten. Diese sind niemals provozierend und sozialkritisch, sondern künden stets ohne Pathos von der Liebe zum Leben und dem tiefen Respekt vor der Schöpfung. Dabei bedient er sich bei den szenischen Darstellungen wie auch bei den abstrakten Kompositionen Chiffren, deren Verschlüsselungen wir selbst enträtseln müssen. Bei jedem Bild fordert Hain zu einer Reise in seine phantastische Welt zwischen Wirklichkeit und Fiktion auf und lädt uns zum Träumen und Meditieren ein. Was wir "einfach" tun sollen, ist, schauen und uns emotional einlassen."
Dieter Ronte betont in seiner Abhandlung "Kunst als Erkenntnis von Leidenschaft" über den Künstler:
"Diese Welt ist für Hain immer nur ein Ausgangspunkt visueller Erfahrungen gewesen. Diese galt es durch seine eigene Erlebnisfähigkeit und durch sein persönliches Verständnis von Leben zur Darstellung zu bringen. Seine Kunstwelt kann aus einem realistischen Ansatz heraus, das Ungesehene in ereignisreiche Abstraktionen spiegeln. Dabei spielt eine starke Farbgebung eine wichtige Eigenschaft, eine Farbgebung, die sich nicht aus dem Gesehenen der Natur heraus erklären lässt, sondern nur aus den Empfindungen und der Lust zu neuen Deutungen des Künstlers. Die Kunst spiegelt seine Verarbeitung der Realität und seine Reflektionen über das Leben wider. Barbara M. Thiemann verweist in diesem Zusammenhang 1997 auf die neuen Erkenntnisse des letzten Jahrhunderts, auf die Relativitätstheorie von Einstein und auf Kandinsky mit seinen Gedanken "Über das Geistige in der Kunst."
Barbara M. Thiemann beschreibt den Künstler und sein Werk im historischen Kontext seiner Zeit:
"Das Ende dieses Jahrhunderts ist geprägt von ebensolchen Krisen, die nicht aus dem Erfordernis, die Welt neu begreifen zu müssen resultieren, sondern Krisen im Begreifen der eigenen Identität, dem Zwiespalt der Definition von Autonomie des Einzelnen bei gleichzeitiger Erkenntnis, Teil eines Ganzen zu sein. - Wirtschaftliche Zwänge bestimmen das tägliche Leben, geschickte Marketingstrategien verkaufen alles Neue als Fortschritt - auch in der Kunst. Dem Einzelnen wird es schwer, etwas gegen die allgemeine Entwicklung zu tun, seine Kraft reicht nicht aus, er macht mit, wird Teil einer Welt, die einer tatsächlichen kritischen Betrachtung nicht standhält. - Der Maler Erhard Hain hält inne; wendet sich ab und schafft - Stille - Ruhe - Besinnung. Die Mittel vermeint man zu kennen, wie man heute alles zu kennen vermeint: Doch die Zeit verändert ihre Qualität."
Dieter Ronte konstatiert über die Kunst Erhard Hains abschließend in seiner Abhandlung 2024:
"Seine Kunst versteht sich nicht als eine Bestimmung im Sinne einer Festlegung, sondern als Freisetzung auf der Suche nach neuen Horizonten. Deutlich wird die historische Bedeutung des Künstlers, seine Souveränität und die große Bedeutung seines Werkes, das die Freiheit der Kunst mit großer Intensität ungebrochen ausstrahlt."

## Ausstellungen (Auswahl)
- 1969: Galerie Aenne Abels, Köln
- 1974: Galerie Boisserée, Köln[7]

- Kunsthaus Binhold, Köln
- Galerie De Witte Swaen, Middelburg
- Galerie ARS, Düsseldorf
- Galerie Le Castrum, Roussillon
- Graf. Kabinett K. Vonderbank, Frankfurt a. Main
- La petite Galerie, Knokke-Heist
- Kurhausgalerie Bad Heilbrunn, Bad Mitterndorf
- Kreishaus Bergisch Gladbach

- 1980er Jahr

* Kranzler an der Oper, Köln
* Galerie Kirschbaum, Königstein im Taunus
- 1984: Le Salon des Nations à Paris
- 1990: Lafayette Park Gallery, New York City und San Francisco
- 1996–2009: Galerie Gunzenhauser, München

Ausstellungen postum
- 2011–2017: Verschiedene Gedenkausstellungen aus seinem Nachlass mit ca. 1000 Werken im Raum München u. a. im Schloss Nymphenburg, München
- 2023: Ausstellung ausgewählter Werke anlässlich des 60-jährigen Jubiläums des Bonner Kunstvereins, kuratiert von Fatima Hellberg
- 2024: Einzelausstellung mit ca. 70 Werken aus sechs Jahrzehnten, Galerie Rosemarie Bassi, Europäisches Kulturzentrum Remagen, mit einer Einführung von Dieter Ronte[9]
- 2024–2025: Jubiläumsausstellung "Realität und Reflexion" anlässlich seines 100. Geburtstages im Eichendorffsaal von Haus Schlesien, Königswinter[10][11]
- 2025: Sonderausstellung "ÜberLebensKünstler" Vier Künstler, zwei Generationen, ein Schicksal: Krieg und Heimatverlust 1945, Dokumentationsraum, Haus Schlesien, Königswinter, mit einer Einführung von Michael Zeller[12]

## Museen und Sammlungen
Seine Werke befinden sich in zahlreichen öffentlichen und privaten Sammlungen, Museen und Galerien im In- und Ausland, u. a. in der Sammlung Riabov, New York und dem Museum Gunzenhauser in Chemnitz.